# Biosferni rezervat Sever Vidzeme
Biosferni rezervat Sever Vidzeme (NVBR, latvijsko Ziemeļvidzemes biosfēras rezervāts) je edini biosferni rezervat v Latviji, ki leži na severnem območju Vidzeme ob meji z Estonijo.  
Rezervat vključuje množico raznolikih naravnih in polnaravnih habitatov. Obsega velika območja pragozda in tradicionalnih pokrajin. Območje vključuje 25 naravnih rezervatov (Augstroze, Burgas pļavas, Burtnieku ezera pļavas, Dūņezers, Dzērves purvs, Dziļezers un Riebezers, Kalna purvs, Karateri, Kārķu purvs, Klagatu purvs, Limšānu purvs, Lielpurvs, Maizezers, Mērnieku dumbrāji, Niedrāju–Pilkas purvs, Oleru purvs, Pirtsmeža purvs, Purgaiļu purvs, Randu pļavas, Rūjas paliene, Sedas purvs, Ungurpils meži, Vidusburtnieks, Vidzemes akmeņainā jūrmala, Vitrupes ieleja, Ziemeļu purvi, Zilaiskalns), en naravni park (Naravni park Salacas upes ieleja) in dve zaščiteni morski območji (Ainaži-Salacgrīva, Vitrupe-Tūja). Več kot polovico kopenskih območij NVBR pokrivajo gozdovi in močvirja, katerih vrednost potrjuje dejstvo, da je bilo od 28 zavarovanih območij NVBR 20 vzpostavljenih zlasti za zaščito habitatov gozdov in močvirij.
Območje NVBR je za turiste privlačno zaradi svojih neverjetnih naravnih vrednot - reke Salaca, ki se začne 95 km dolgo pot od slikovitega jezera Burtnieks in konča v Baltskem morju.

## Zgodovina
Leta 1990 je latvijska vlada ustvarila regionalni naravovarstveni kompleks Severni Vidzeme na mejah sedanjega biosfernega rezervata. Ustanovljena je bila uprava s sedežem v Salacgrīvi, ki je začela aktivno načrtovati ustanovitev prvega biosfernega rezervata v državi. Projekt je bil ambiciozen, ker je novo naravovarstveno območje obsegalo približno 6 % celotne površine Latvije, vključno z več mesti, industrijskimi in infrastrukturnimi objekti.
Biosferni rezervat Sever Vidzeme je bil uradno ustanovljen 11. decembra 1997, od leta 1997 pa je bil mednarodno priznan v Unescovem programu Človek in biosfera. Je del svetovne mreže biosfernih rezervatov.
Na začetku je bila centralna uprava v obmorskem mestu Salacgrīva, v prenovljeni zgodovinski zgradbi. Osebje šteje 11 ljudi. Nekateri člani osebja so sedeli na drugih območjih velikega rezervata. Od leta 2009 je bila uprava biosfernega rezervata vključena v latvijsko agencijo za varstvo narave. V letu 2011 je bila naslednja reorganizacija administracije agencije za varstvo narave. Območna uprava Vidzeme je vključevala tako velika območja, kot so Gaujski narodni park, biosferni rezervat Severni Vidzeme in zaščitena krajinska območja, strogi rezervati, itd.
Od leta 2011 do 2013 ni bil noben uslužbenec, ki bi bil neposredno odgovoren za upravljanje biosfernih rezervatov. Od leta 2013 obstaja položaj koordinatorja biosfernega rezervata.
Svetovalni svet sestavlja 24 članov, ki predstavljajo lokalne občine, vladne institucije in nevladne organizacije.

## Turizem
S turističnega vidika so glavna biosferna območja v severnem Vidzemu:
- Reka Salaca - z večinoma hitrim tokom, več peščenimi klifi in jamami, primernimi za večdnevne izlete z ladjico. Priljubljena destinacija lokalnega turizma je Mazsalaca. Za vodne turiste je reka Salaca vedno avantura - mirni in slikoviti odseki, ki se izmenjujejo z impresivnimi kanjoni, vključno z lokalno znano skalo Skaņaiskalns. Muzej v graščini Valtenberģu z razstavnimi eksponati kot soba z rodoslovnim drevesom, Walterha Hirta zbirka skulptur lovskih trofej, zbirka igralnih mišk. Najdaljša naravna jama Latvije, več kot 300 m dolga jama Dauģēni ali X je pri Salaci.[6]
- Plaža Vidzeme - najbolj priljubljeno mesto so travniki Randu, neokrnjene, peščene plaže s peščenimi klifi (Veczemju), slapovi in balvani. Obstajata pristanišče Salacgrīva in Kuiviži.
- jezero Burtnieks - četrto največje jezero v Latviji, ki se razteza na dolžini 13,5 km v zahodnem delu Severnega Vidzema. Povprečna globina - 2,9 m, največja globina - 4,1 m, širina - 5,5 km. V jezero se izliva 23 večjih in manjših rek. V jezeru živi več kot 20 različnih vrst rib. Jezero je priljubljeno za opazovalce ptic in ribiče.
- Sedansko močvirje - odličen kraj za ljubitelje narave in priložnost za odkrivanje sovjetske dediščine v mestu Seda. Seda resava je kljub temu eno najpomembnejših območij Natura 2000 v Latviji z veliko raznolikostjo pokrajine, biotopov in biologije, zlasti ptic. To je dobro mesto za opazovanje ptic v sezoni selitve, na robu močvirja pa so v ta namen postavili razgledne stolpe.[7]
- Rūjiena - v Latviji je Rūjiena znana po okusnem in večplastnem sladoledu. Rūjiena se pogosto imenuje prestolnica sladoleda. O sebi bolj razmišljajo kot o umetniškem mestu. V Rūjieni se je rodilo več domačih in mednarodno znanih umetnikov. Mesto ima več umetniških ateljejev, umetniško šolo, mesto pa krasi veliko umetniških del.

Za tiste, ki želijo sami raziskati naravne vrednosti NVBR, priporočajo, da obiščejo nekaj od 18 naravnih poti. Upoštevati je treba le, da se lahko poti razlikujejo, odvisno od organa upravljanja. Lahko je to brezskrben sprehod po leseni brvi in dobro uhojenih tleh ali pa skoraj ekstremna pustolovščina s premagovanjem različnih ovir. Nekatere poti ponujajo tudi priložnost za opazovanje pokrajine z različnih razglednih stolpov in ploščadi. Turistično informacijski center, ki ga upravljajo lokalne občine, je v krajih Salacgrīvi, Limbaži, Rūjiena, Mazsalaca, Ainaži, Aloja, Strenči in Valka.
Naravni izobraževalni center Ziemeļvidzeme ponuja programe ozaveščanja o naravi za različne ciljne skupine. Center je v Salacgrīvi.

## Podatki
- Prebivalstvo: 49591 v letu 2017
- Koordinate: 57 ° 20 'do 58 ° 10' N; 24 ° 20 'do 26 ° 00' E
- Skupna površina: 4 576 km² (približno 6 % Latvije), od tega:
  - svetišča: 184,4 km²
  - Krajinska zaščitna območja: 1600 km²
  - Nevtralne cone: 1625,6 km²
  - Morsko obala do globine 10 m: 1160 km²
- Nadmorska višina: 0 - 127 m
- Glavni ekosistemi: zmerni gozdovi iglavcev in mešani gozdovi. Predstavljeni so vsi gozdni tipi Latvije, visoka barja, obalne sipine, obalni travniki, neokrnjene plaže, naravna jezera in potoki, peščenjakovi klifi.